# Liste der Kulturdenkmäler in Föckelberg
In der Liste der Kulturdenkmäler in Föckelberg sind alle Kulturdenkmäler der rheinland-pfälzischen Ortsgemeinde Föckelberg aufgeführt. Grundlage ist die Denkmalliste des Landes Rheinland-Pfalz (Stand: 6. September 2022).

## Einzeldenkmäler
| Bezeichnung           | Lage                           | Baujahr | Beschreibung                                            | Bild |
| --------------------- | ------------------------------ | ------- | ------------------------------------------------------- | ---- |
| Ofenstein und -platte | Brunnenstraße, an Nr. 3 Lage   | 1720    | Ofenstein, bezeichnet 1771, Ofenplatte, bezeichnet 1720 | BW   |
| Ofenstein und -platte | Eckstraße, an Nr. 9 Lage       | 1720    | Ofenplatte, bezeichnet 1720, Ofenstein                  | BW   |
| Ofenstein             | Hofgartenstraße, an Nr. 1 Lage | 1802    | Ofenstein, bezeichnet 1802                              | BW   |